# Lana Gehring
Lana Gehring (ur. 21 sierpnia 1990 w Chicago, Illinois, Stany Zjednoczone) – amerykańska łyżwiarka szybka, startująca w short tracku. Brązowa medalistka olimpijska z Vancouver.
Startowała na Igrzyskach w Vancouver. W sztafecie na 3000 metrów, razem z Allison Baver, Kimberly Derrick, Alyson Dudek i Katherine Reutter, zdobyła brązowy medal.